# Papua Ny Guinea ved sommer-OL 2020
Papua Ny Guinea deltog under Sommer-OL 2020 i Tokyo som blev afviklet i perioden 23. juli til 8. august 2021.

## Medaljer
| 2020 Tokyo      | Guld | Sølv | Bronze | Total |
| Papua Ny Guinea | 0    | 0    | 0      | 0     |

### Medaljevinderne
| Papua Ny Guinea under sommer-OL 2020 i Tokyo | Papua Ny Guinea under sommer-OL 2020 i Tokyo | Papua Ny Guinea under sommer-OL 2020 i Tokyo | Papua Ny Guinea under sommer-OL 2020 i Tokyo | Papua Ny Guinea under sommer-OL 2020 i Tokyo |
| Medalje                                      | Navn                                         | Sport                                        | Event                                        | Dato                                         |
| -------------------------------------------- | -------------------------------------------- | -------------------------------------------- | -------------------------------------------- | -------------------------------------------- |
| -                                            | -                                            | -                                            | -                                            | -                                            |